# Tschakå m/1815

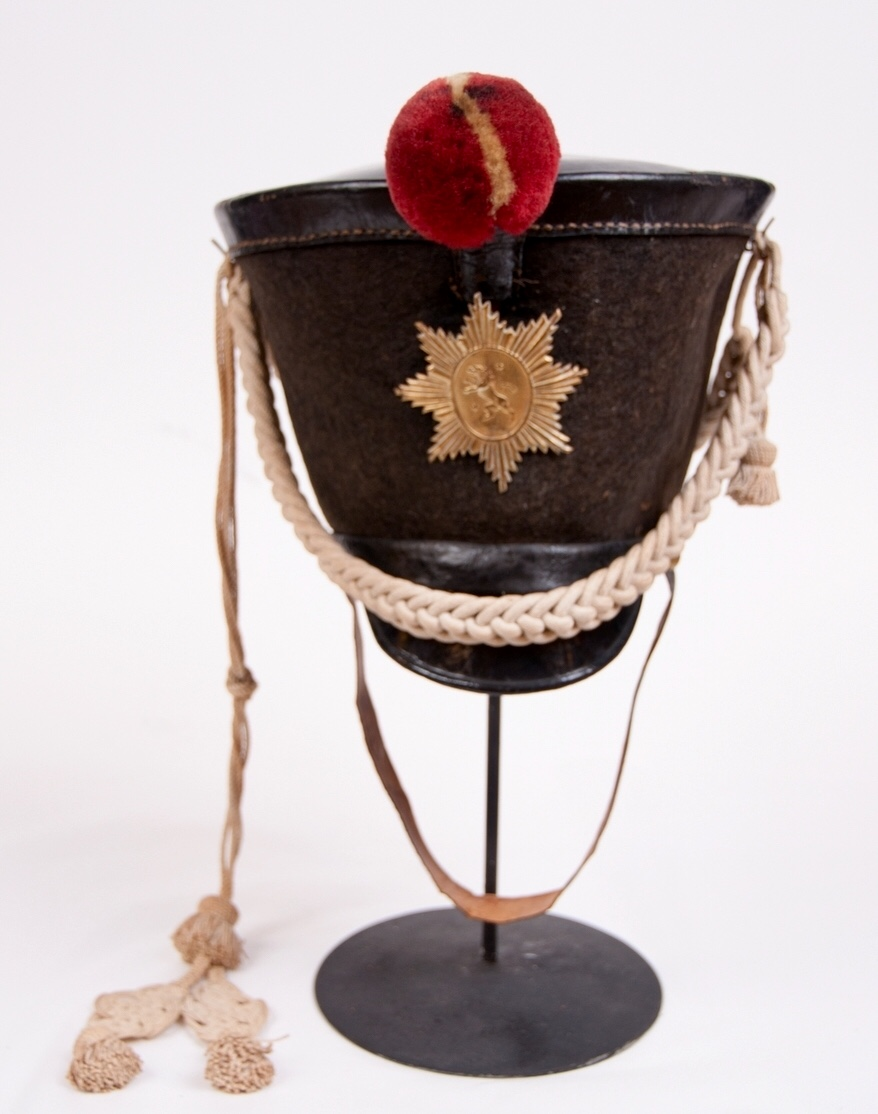
Tschakå m/1815 med banderoll och pompon för manskap vid Västgöta infanteriregemente.

Tschakå m/1815 är en huvudbonad som har använts inom den svenska krigsmakten.

## Utseende
Den modell av tschakå som infördes 1815 var av den ryska typen med svängda former och konkav översida. Den svenska varianten var tillverkad i svart filt med kulle och skärm tillverkade av läder. Till tschakån hörde hängande banderoll, vapenplåt med regementets vapen, kokard samt pompon som kompanimärke. Officerarnas tschakå hade dessutom en gul sultan.

## Historia
I början av 1800-talet bar de flesta arméer i Europa tschakå som huvudbonad. Den svenska armén höll dock fast den höga filthatten m/1799. Under Sveriges deltagande sjätte koalitionskriget i Tyskland, hade dock flera officerare på eget bevåg utrustat manskapet med modernare uniformer. Efter slaget vid Leipzig 1813 ersatte jägarlöjtnanten Klingspor vid Södermanlands Regemente sina jägares gamla och trasiga filthattar med tschakåer tagna av franska krigsfångar.  I och med uniformsbestämmelserna 1815 infördes tschakån officiellt som huvudbonad i den svenska krigsmakten.

## Användning
Tschakå m/1815 användes av hela infanteriet utom gardes- och grenadjärregementena, ridande artilleriet samt delar av kavalleriet. År 1831 ersattes denna tschakåmodell av den högre och lättare tschakå m/1831.

## Galleri

Soldat vid Södermanlands regemente iförd tschakå m/1815.
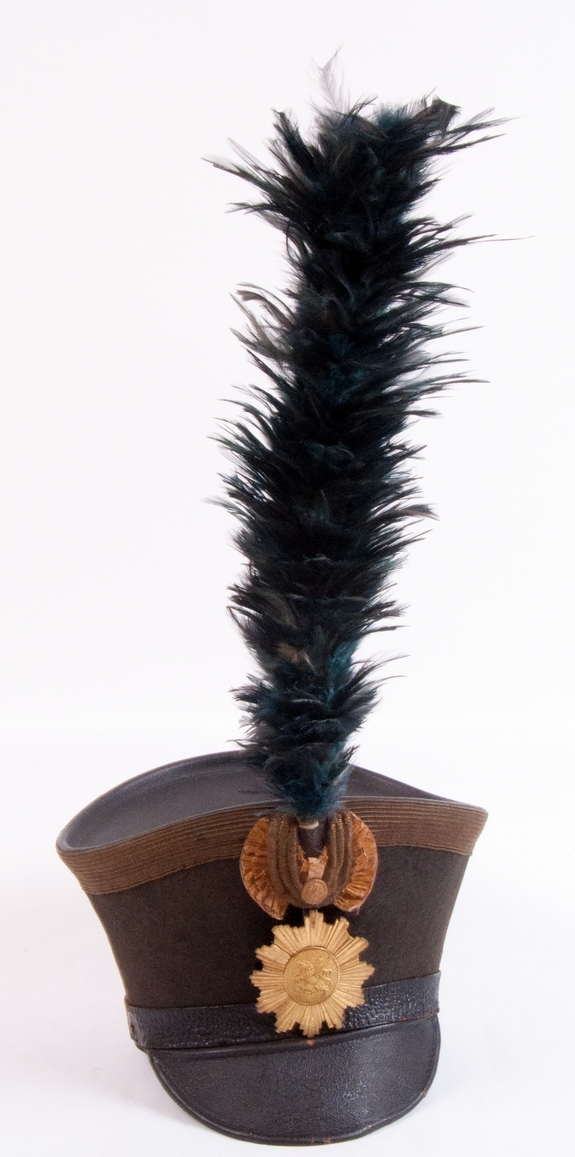
Tschakå m/1815 för officer vid Skaraborgs regemente.
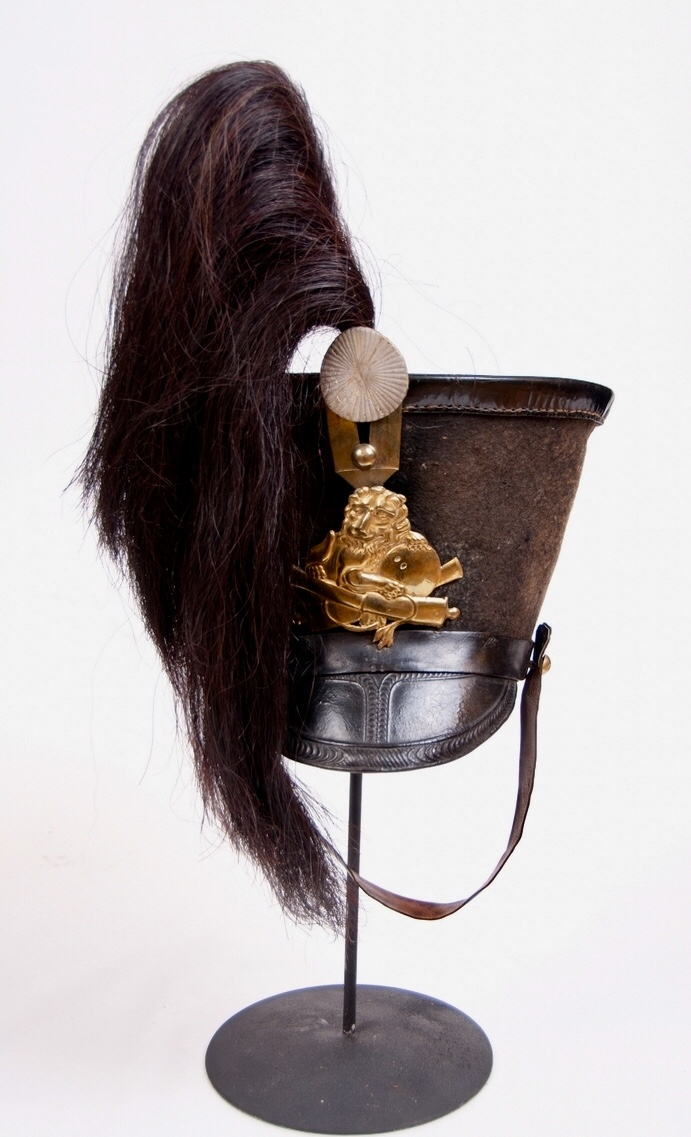
Tschakå m/1815 för manskap vid Svea artilleriregementes. Tschakån är försedd med en vapenplåt med två korslagda kanoner, samt en svart plym av tagel.
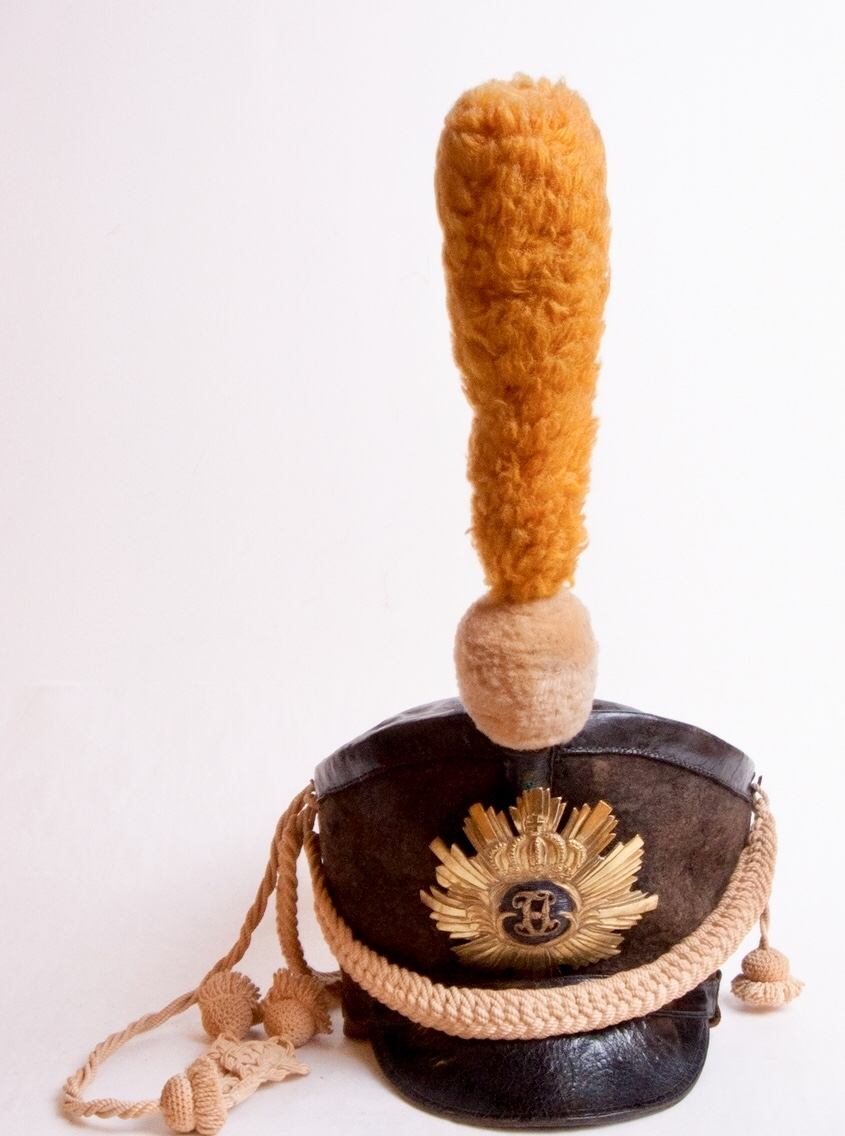
Tschakå m/1815 med banderoll och gul sultan, avsedd för manskap vid Konungens eget värvade regemente.

### Webbkällor
- www.hhogman.se: Uniformer vid den svenska armén - 1800-tal - Infanteriets uniformer, sida 1